# Weichzelle
Unter Weichzelle (umgangssprachlich Gummizelle, früher auch: Tobzelle), Isolierung, Absonderung oder Kriseninterventionsraum versteht man in der Psychiatrie einen abgeschlossenen kleinen Raum, in dem Patienten während schwerer psychopathologisch bedingter Anfälle, bei denen sie sich selbst und andere gefährden, verwahrt werden können. Sie sind mit gepolsterten Wänden, Böden und anderen Sicherheitsvorkehrungen ausgestattet.

## Hintergrund

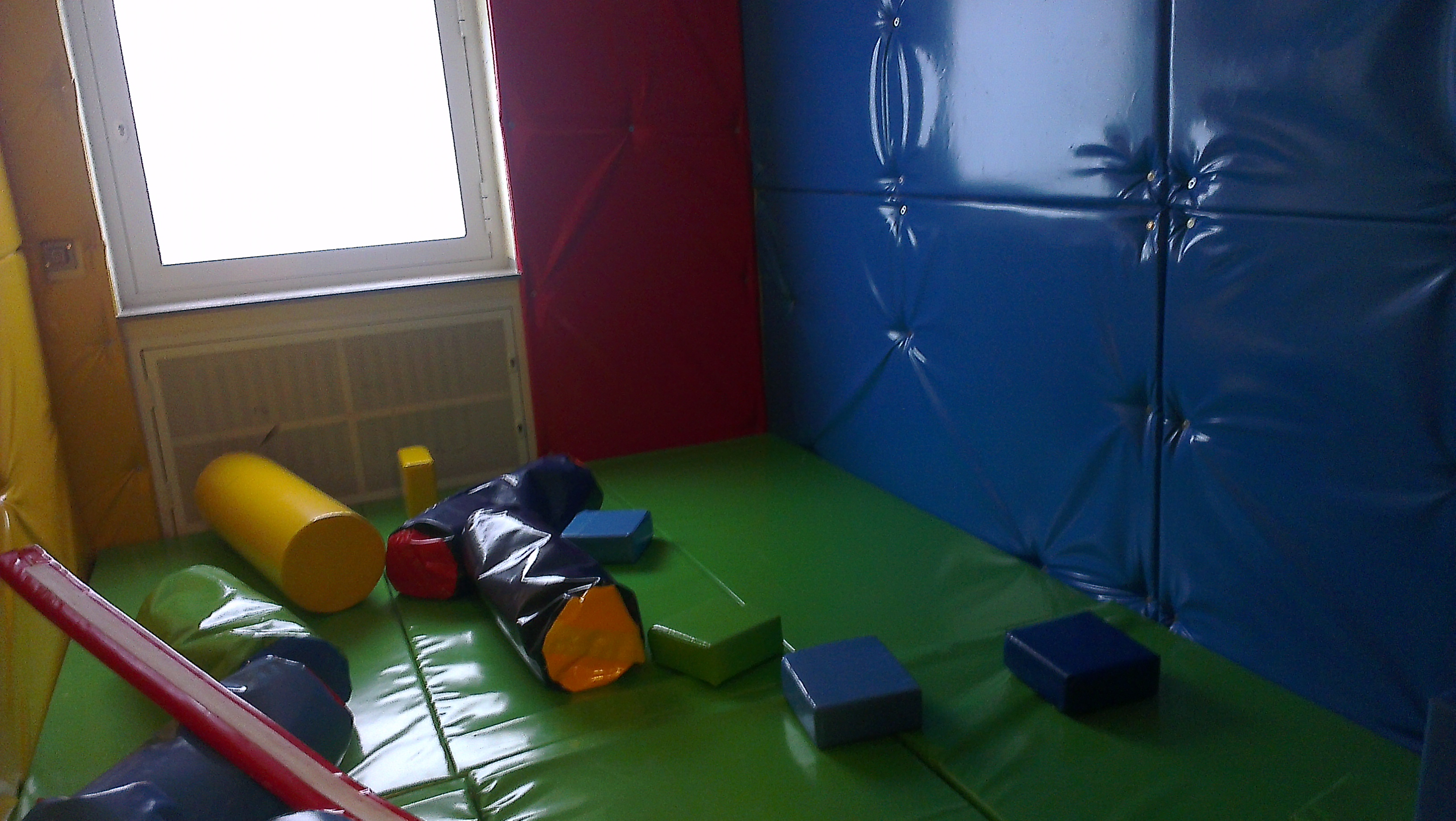
Kriseninterventionsraum der LWL-Klinik Marl-Sinsen

Gummizellen haben in der klassischen Psychiatrie eine lange Tradition. Diese Räume werden, weil der Begriff weniger negativ besetzt ist, inzwischen als Weichzellen bezeichnet. Sie stellten eine Antwort der Psychiatrie auf die Gefahr der Selbstverletzung der zu behandelnden Patienten dar. Neben Zwangsjacken galten Gummizellen als feste Begriffe, die mit psychiatrischen Kliniken (früher als Irrenhaus bezeichnet) und der oftmals menschenverachtenden oder unmenschlichen Behandlung assoziiert wurden. Da Patienten inzwischen durch medikamentöse Behandlung mit speziellen Arzneimitteln ruhig gestellt werden können, werden in den meisten Industriestaaten Zwangsjacken und Gummizellen seit den 1980er Jahren nur noch selten eingesetzt.

### Vorgeschichte
Kaiser Joseph II. ließ im Jahr 1784 in Wien ein „Gebäude zur Aufnahme und Heilung von Geisteskranken“ errichten, welches später auch als „Tollhaus“ oder als „Narrenturm“ bezeichnet wurde. Der erste Primararzt nahm dort nach 30 Jahren seine Arbeit auf. Die ersten Insassen des Gebäudes wurden am 16. April 1784 aufgenommen. Bis zu diesem Zeitpunkt waren die Geisteskranken gemeinsam mit Verbrechern in Gefängnissen untergebracht. Durch diese neue Einrichtung konnten sie erstmals durch einen eigenen Arzt medizinisch versorgt oder im Allgemeinen Krankenhaus behandelt werden. Dabei war es den Angestellten und Betreuern verboten, die Patienten zu misshandeln, was ebenfalls eine Neuerung war. Zu den Medikamenten, die (wenngleich sparsam) für die Therapie verwendet wurden, gehörten Bittersalz, Brechweinstein und Chinarinde. Des Weiteren wurden Übergüsse mit Eiswasser zur Behandlung eingesetzt. Im Jahr 1839 setzte der Mediziner Michael Viszanik (1792–1872) fest, dass die Ketten, mit denen „die tobenden Irren“ zu ihrem eigenen Schutz und dem ihrer Mitpatienten fixiert wurden, endgültig aus der Behandlung verbannt wurden. Es handelte sich um 3000 kg Eisen, die entfernt wurden.
Im 19. Jahrhundert war es in der Psychiatrie üblich, einen Patienten, der einen Tobsuchtsanfall hatte, in eine Zwangsjacke zu stecken, eine Erfindung von Benjamin Rush. Da trotz dieser Jacke noch die Gefahr bestand, dass der Patient beispielsweise seinen Kopf gegen die Wand schlug, konnte er zusätzlich in einer Gummizelle untergebracht werden. Durch die Einführung von Neuroleptika in den 1950er Jahren wurde die Fixierung oder Unterbringung der Patienten in Weichzellen nahezu überflüssig.

### Aufbau und Ausstattung
Eine Gummi- oder Weichzelle enthält nur eine kleine Anzahl von Gegenständen. Das Mobiliar besteht dabei aus gummiähnlichen Weichmaterialen, und alle erreichbaren Wände, Böden und Decken sind mit Schaumstoff ausgekleidet. Solche Weichzellen oder Kriseninterventionsräume gibt es teilweise auch in modernen Krankenhäusern. Zur Ausstattung gehören ein Ruhebett und eine Sitzgelegenheit, beide aus gummiähnlichem Weichmaterial. Häufig werden kleinere, schaumstoffgefüllte Körper, an denen sich die Patienten abreagieren können, beigelegt. Der Boden und die Wände sind manchmal mit Schaumstoff ausgekleidet und mit einer beständigen, sehr festen Kunststofffolie überzogen. Fenster, falls vorhanden, sind oben angebracht oder können nur einen kleinen Spalt weit aufgeschoben werden. Auch muss die Weichzelle ein Sichtfenster in der Tür aufweisen, das es erlaubt, jeden Winkel der Zelle einzusehen; in moderneren Anlagen sind stattdessen häufig Kameras angebracht. Das Deckenlicht kann nur von außerhalb durch das Personal ein- und ausgeschaltet werden.
In Justizvollzugsanstalten gibt es Besonders gesicherter Hafträume (BgH auch „B-Zellen“), in österreichischen Justizanstalten die Sonderhafträume (SHR), die diesen Zweck erfüllen. Da dort der Aufenthalt für längere Zeiten notwendig ist, gibt es außer dem Bett und der Sitzgelegenheit auch eine Hocktoilette und einen Wasserspender. Licht und manchmal sogar Radio und Fernsehen können über zerstörungssichere Schalter selbst gesteuert werden. Kleidung und Bettwäsche sind aus reißfestem Material. Häftlinge in diesen Zellen dürfen nicht zum Hofgang, erhalten keinen Besuch und dürfen nicht telefonieren. Arztbesuche, behördliche Kontakt und auch gerichtliche Verhandlung (z. B. durch Untersuchungsrichter) erfolgen an der Zellentüre bzw. durch deren Klappe.

### Sicherungsmaßnahmen im Maßregelvollzug
Im Maßregelvollzugsgesetz der Bundesrepublik Deutschland wird die „Absonderung“ als eine von mehreren zulässigen Sicherungsmaßnahmen festgeschrieben. Wird von einem Arzt eine Absonderung für einen Patienten angeordnet, so wird dieser für einen begrenzten Zeitraum in einem besonders gesicherten Raum (Kriseninterventionsraum, KIR) ohne gefährdende Gegenstände untergebracht. Dieser soll insbesondere dazu dienen, den Patienten vor einer Selbstgefährdung zu schützen. Auch die Gefährdung Dritter (Mitpatienten oder Mitarbeiter) soll auf diese Art ausgeschlossen werden.
Die Zwangsmaßnahmen im Maßregelvollzug sollen in erster Linie dem Schutz des Patienten dienen. Dazu sagt die Psychiaterin und Ärztin Nahlah Saimeh aus Lippstadt: „Die psychiatrischen Kriseninterventionen sind natürlich Situationen, in denen Ärzte und Pflegepersonal gemeinsam aktiv werden. Eine medizinische Zwangsmaßnahme, auch eine Fixierung, auch eine Absonderung mit bestimmtem Beobachtungsstatus kann nur ärztlich angeordnet werden und eine Medikation kann auch nur ärztlich erfolgen. Aber wenn es zum Beispiel darum geht, an einer Fixierung mitzuwirken, dann, wenn ein Patient hochgradig selbst gefährdet ist, zum Beispiel im Rahmen von nicht anders abwendbarem suizidalen Verhalten, dann ist auch da das Pflegepersonal daran beteiligt.“